# يان هامر (منافس ألعاب قوى)
يان هامر (بالإنجليزية: Ian Hamer) هو منافس ألعاب قوى بريطاني، ولد في 18 يوليو 1965 في بريدجند ‏ في المملكة المتحدة.

## وصلات خارجية
- يان هامر على موقع الاتحاد الدولي لألعاب القوى (الإنجليزية)
- يان هامر على موقع أوليمبيديا (الإنجليزية)
- يان هامر على موقع اتحاد ألعاب الكومنولث (مؤرشف) (الإنجليزية)